# Deutsche Kurzbahnmeisterschaften
Die Deutschen Kurzbahnmeisterschaften (kurz: DKM) sind ein jährlich stattfindender Schwimmwettbewerb auf der 25-Meter-Bahn, in dem für verschiedene Schwimmdisziplinen ein Deutscher Meister jeweils in der Männer- und in der Frauenklasse gekürt wird. Titel werden in den Einzeldisziplinen Freistil-, Brust-, Rücken-, Schmetterling- und Lagenschwimmen sowie in den Mannschaftsdisziplinen Freistilstaffel und Lagenstaffel über verschiedene Strecken vergeben. Sie werden vom Deutschen Schwimm-Verband organisiert.

## Besonderheiten Kurzbahn
Schwimmwettkämpfe auf der Kurzbahn haben im Vergleich zu den Wettkämpfen auf der Langbahn (50-Meter-Bahn) einige Besonderheiten. Die 100-Meter-Lagenwettbewerbe können nur auf der Kurzbahn ausgetragen werden, da die vier Disziplinen (Schmetterling-, Rücken-, Brust-, Freistilschwimmen) eine 25-Meter-Teilstrecke sind und somit ein 25-Meter-Becken benötigen. Da es bei dem kurzen Becken deutlich mehr Wendenausführungen pro Strecke gibt, können schnellere Zeiten erzielt werden, da der Abstoß von der Wand schneller ist als die Schwimmbewegungen. Die Tauchphasen sind elementar wichtig für diese Wettkämpfe.

## Übersicht
| Veranstaltung | Veranstaltungsort   | Stadt                | Zeitraum                        |
| ------------- | ------------------- | -------------------- | ------------------------------- |
| DKBM 1994     | Neptun-Schwimmhalle | Rostock              | 9. – 11. Dezember 1994          |
| DKBM 1995     |                     | Waiblingen           | 15. – 17. Dezember 1995         |
| DKBM 1996     |                     | Nürnberg             | 29. November – 1. Dezember 1996 |
| DKBM 1997     |                     | Uelzen               | 14. – 16. November 1997         |
| DKBM 1998     |                     | Fulda                | 27. – 29. November 1998         |
| DKBM 1999     | Badepark Solymar    | Bad Mergentheim      | 25. – 28. November 1999         |
| DKBM 2000     | Westbad             | Freiburg im Breisgau | 1. – 3. Dezember 2000           |
| DKBM 2001     | Neptun-Schwimmhalle | Rostock              | 30. November – 2. Dezember 2001 |
| DKBM 2002     | Aquantic Hallenbad  | Goslar               | 29. November – 1. Dezember 2002 |
| DKBM 2003     | Zentralbad          | Gelsenkirchen        | 28. – 30. November 2003         |
| DKBM 2004     | Hauptbad            | Essen                | 25. – 28. November 2004         |
| DKBM 2005     | Hauptbad            | Essen                | 24. – 27. November 2005         |
| DKBM 2007     | Hauptbad            | Essen                | 22. – 25. November 2007         |
| DKBM 2008     | Hauptbad            | Essen                | 27. – 30. November 2008         |
| DKBM 2009     | Hauptbad            | Essen                | 26. – 29. November 2009         |
| DKBM 2010     | Schwimmoper         | Wuppertal            | 11. – 14. November 2010         |
| DKBM 2011     | Schwimmoper         | Wuppertal            | 24. – 27. November 2011         |
| DKBM 2012     | Schwimmoper         | Wuppertal            | 22. – 25. November 2012         |
| DKBM 2013     | Schwimmoper         | Wuppertal            | 21. – 24. November 2013         |
| DKBM 2014     | Schwimmoper         | Wuppertal            | 19. – 22. November 2014         |
| DKBM 2015     | Schwimmoper         | Wuppertal            | 19. – 22. November 2015         |
| DKBM 2016     | SSE                 | Berlin               | 17. – 20. November 2016         |
| DKBM 2017     | SSE                 | Berlin               | 14. – 17. Dezember 2017         |
| DKBM 2018     | SSE                 | Berlin               | 13. – 16. Dezember 2018         |
| DKBM 2019     | SSE                 | Berlin               | 14. – 17. November 2019         |
| DKBM 2021     | Schwimmoper         | Wuppertal            | 23. – 26. September 2021        |
| DKBM 2022     | Schwimmoper         | Wuppertal            | 17. – 20. November 2023         |
| DKBM 2023     | Schwimmoper         | Wuppertal            | 16. – 19. November 2023         |
| DKBM 2024     | Schwimmoper         | Wuppertal            | 14. – 17. November 2024         |

2006 fanden keine Deutschen Kurzbahnmeisterschaften statt, dafür die Deutschen Wintermeisterschaften in Hannover als Langbahnwettkampf, der als einzige Qualifikationsmöglichkeit für die Kurzbahn-Kurzbahneuropameisterschaften in Helsinki galt. 2020 wurden die jährlich im Herbst stattfindenden Kurzbahnmeisterschaften aufgrund der COVID-19-Pandemie abgesagt. Zunächst wurde geplant, in diesem Zeitraum die Meisterschaften auf der 50-Meter-Bahn, die bereits im Sommer abgesagt wurden, unter Einschränkungen nachzuholen. Aufgrund steigender Infektionszahlen im Herbst sind diese jedoch später auch abgesagt worden.